# Lutheria
Die Pflanzengattung Lutheria gehört zur Familie der Bromeliengewächse (Bromeliaceae). Die etwa vier Arten kommen im nördlichen Südamerika vor.

## Beschreibung

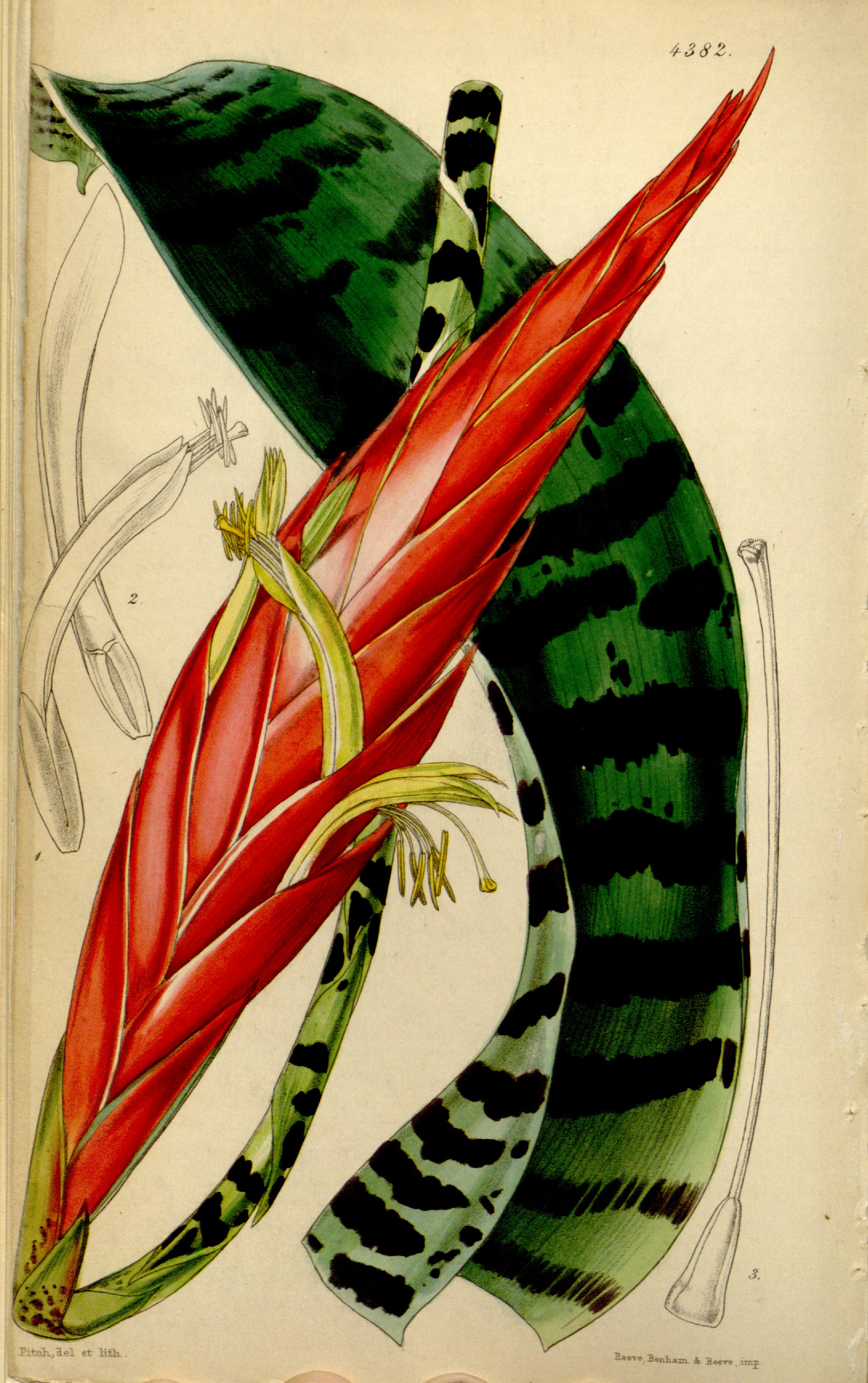
Illustration aus Curtis's Botanical Magazine, Volume 74 (Ser. 3 no. 4), 1848, Tafel 4382 von Lutheria splendens

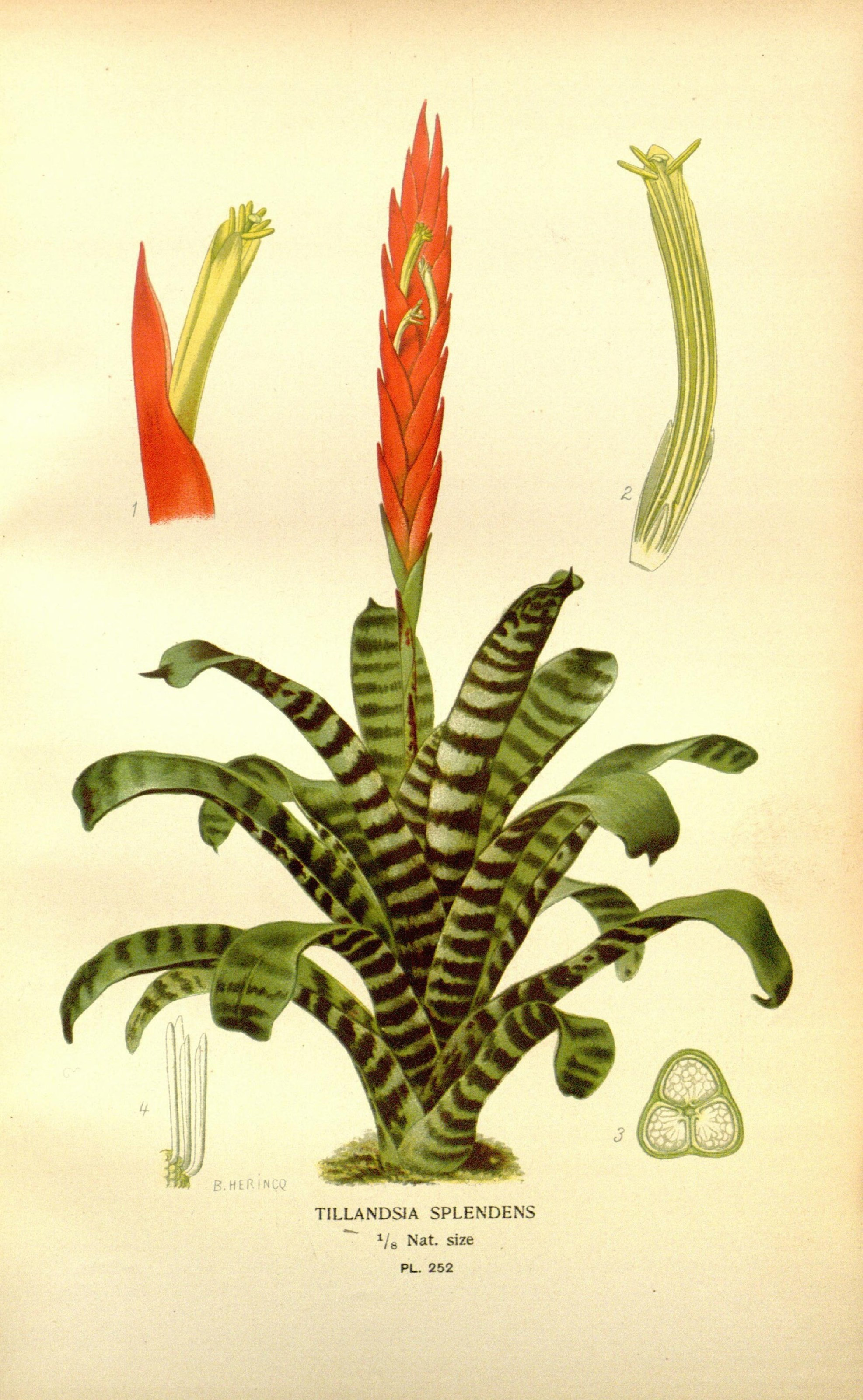
Illustration aus Favourite flowers of garden and greenhouse von Lutheria splendens

Lutheria-Arten wachsen epiphytisch oder terrestrisch.

### Vegetative Merkmale
Lutheria-Arten sind immergrüne, ausdauernde, krautige Pflanzen. Sie brauchen viele Jahre bis zur Bildung ihres Blütenstandes. Nach der Samenbildung stirbt das Exemplar ab, aber zuvor werden an oberirdischen relativ kurzen Ausläufern Tochterpflanzen (Kindel genannt) gebildet.
In der Regel sind es Trichterbromelien. Die meist mittelgroßen bis großen Blatttrichter („Zisternen“) zum Sammeln von Wasser und Nährstoffen entstehen dadurch, dass ihre Sprossachsen gestaucht sind und die Laubblätter dicht in Rosetten zusammen stehen und sich überdecken. Die parallelnervigen Laubblätter sind in Blattscheide und -spreite gegliedert. Die Laubblätter sind mesomorph und scheinen kahl zu sein. Doch sind an den Blattscheiden Saugschuppen vorhanden. Die einfachen Blattspreiten sind linealisch bis schwertförmig mit gerundetem stachelspitzigem oberen Ende. Die Blattränder sind glatt. Je nach Art sind die Blattspreiten einfarbig oder rot-braun bis dunkel-violett gebändert.

### Generative Merkmale
Es sind kurze bis lange Blütenstandsschäfte vorhanden. Die einfachen oder zusammengesetzten Blütenstände sind lange haltbar. Die sich dachziegelartig überdeckenden Tragblätter verdecken die Kelchblätter vollständig sind während der Anthese rot, selten grünlich. Die Blüten sind oft zweizeilig, oft deutlich einseitswendig an der Blütenstandsachse angeordnet, so scheinen die Blüten an einer Seite des Blütenstandes angeordnet zu sein.
Die zwittrigen Blüten sind dreizählig. Die drei Kelchblätter sind radiärsymmetrisch angeordnet. Die drei freien, aufrechten Kronblätter sind und ihre oberen Ende weichen leicht auseinander, wobei die beiden unteren zurückgekrümmt sind. Die Kronblätter sind meist rot oder dunkel-rosafarben oder gelb. Die leicht zygomorphe Blütenkrone ist im unteren Bereich röhrenförmig, nach einer Seite gebogen. Es sind in der Krone basale, linealische etwas stumpf endende Anhängsel vorhanden. Es sind zwei Mal drei Staubblätter vorhanden. Die Staubblätter sind länger als die Kronblätter und überragen die Blütenkrone. Die freien Staubfäden sind an den Kronblättern inseriert. Die Staubbeutel sind etwas dorsifix (an der Rückseite angeordnet). Die drei Fruchtblätter sind zu einem halbunterständigen Fruchtknoten verwachsen. Der Griffel ist gleich lang oder länger als die Staubblätter und überragt die Blütenkrone. Die Narbe ist papillös sind und eingefaltet spiralisch.
Es werden Kapselfrüchte gebildet. Das Samenkorn ist kurz-zylindrisch. Die Samen besitzen „Fallschirme“, ähnlich wie bei der Pusteblume.

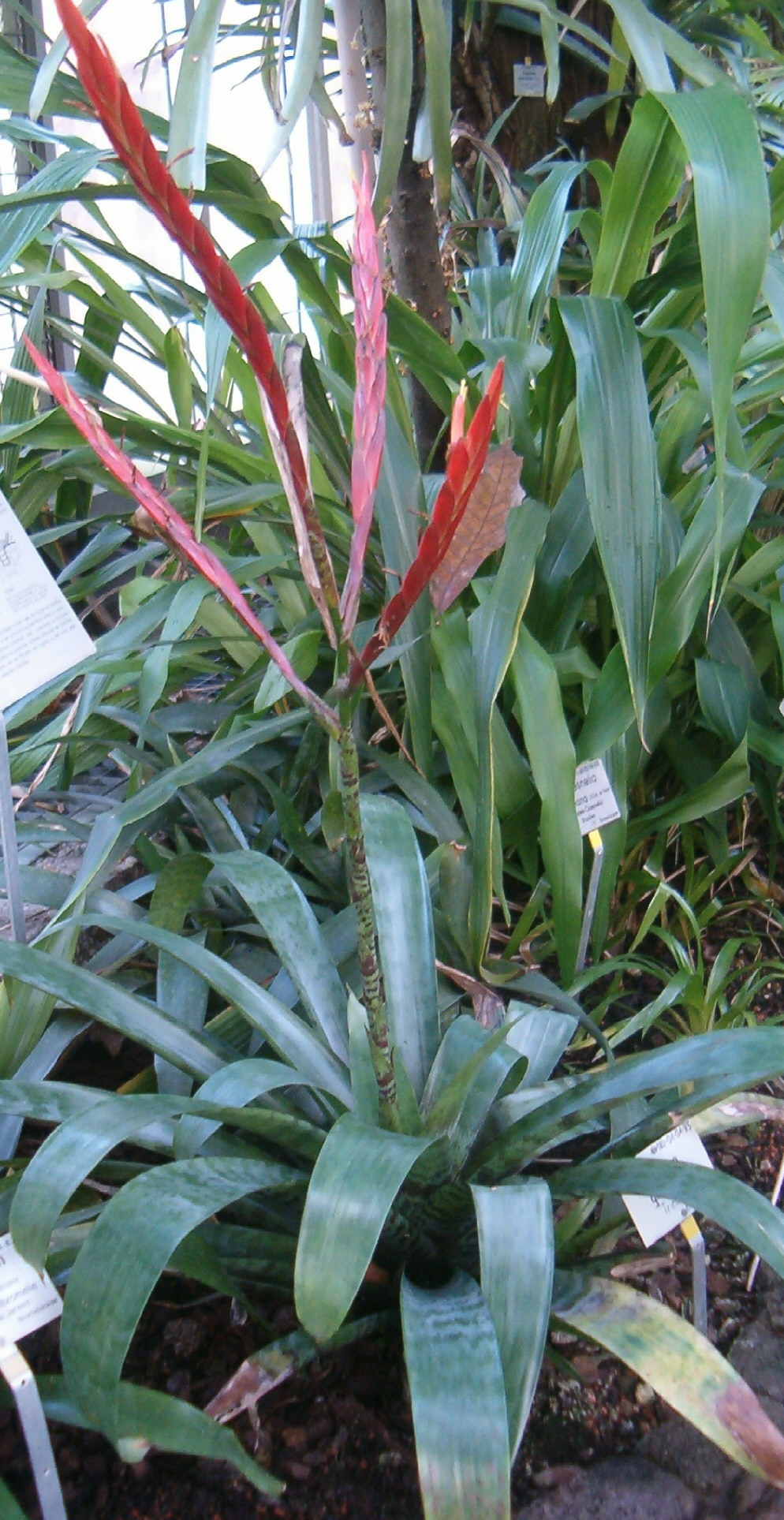
Habitus, Laubblätter und Blütenstand von Lutheria glutinosa

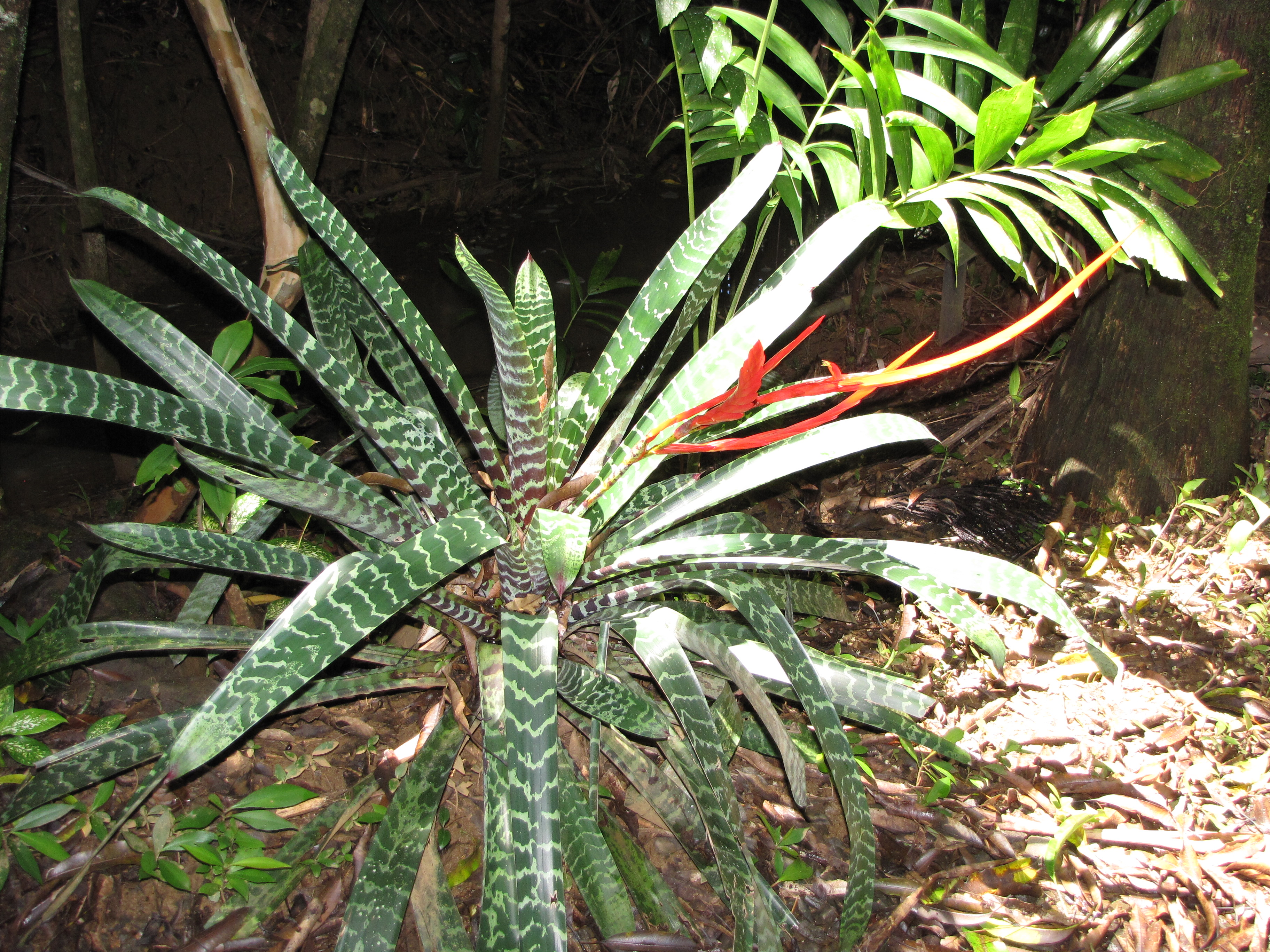
Habitus, Laubblätter und Blütenstand von Lutheria glutinosa

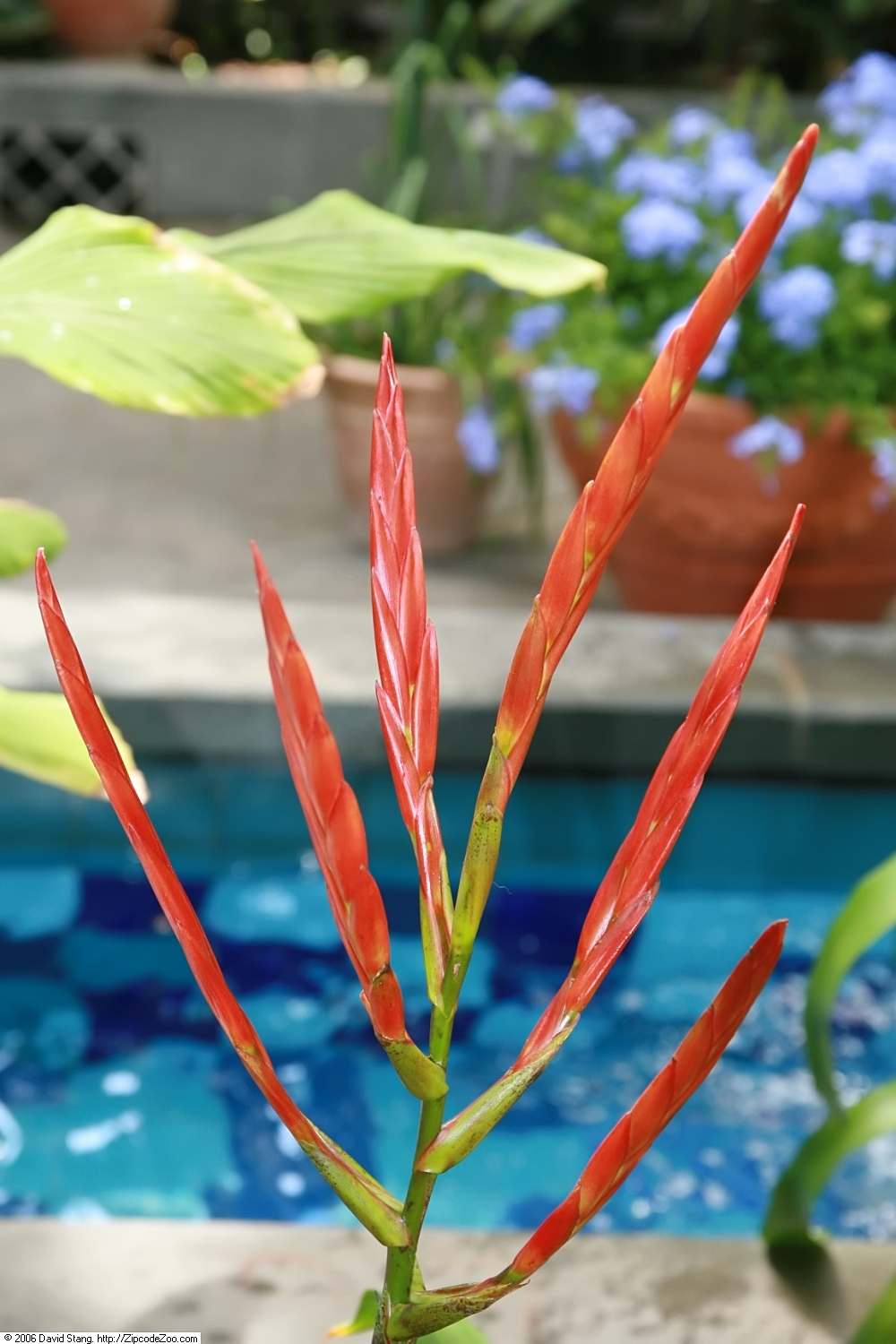
Blütenstand von Lutheria glutinosa

## Systematik und Verbreitung
Die Gattung Lutheria wurde 2016 durch Elton J. C. Leme, Gregory K. Brown und Michael H. J. Barfuss in Taxonomic revision of Bromeliaceae subfam. Tillandsioideae based on a multi-locus DNA sequence phylogeny and morphology. In: Phytotaxa, Volume 279, Issue 1, 2016, S. 56 mit vier Arten aufgestellt. Die Typusart ist Vriesea splendens (Brongn.) Lem. mit dem Basionym Tillandsia splendens Brongn. und dem neuen Namen Lutheria splendens (Brongn.) Barfuss & W. Till.
Der Gattungsname Lutheria ehrt den amerikanischen Bromelienexperten Harry E. Luther (1952–2012).
Die Systematik der Unterfamilie Tillandsioideae ist wegen der Abgrenzungsproblematik der Gattungen und neuerer phylogenetischer Untersuchungen, nach denen die ursprüngliche Gattung Vriesea in drei Gattungen (Vriesea, Alcantarea und Werauhia) aufgeteilt wurde, steten Veränderungen unterworfen. Die Arten der neuen Gattung Lutheria waren größtenteils in der Gattung Vriesea eingegliedert. Auf Grund molekulargenetischer Untersuchungen und Neubewertung der morphologischen Merkmale wurde die Tribus Vrieseeae W.Till & Barfuss 2016 in zwei Subtribus gegliedert.
Die Gattung Lutheria Leme, G.K.Br. & Barfuss gehört seit 2016 zur Subtribus Cipuropsidinae W.Till & Barfuss der Tribus Vrieseeae W.Till & Barfuss in der Unterfamilie Tillandsioideae innerhalb der Familie der Bromeliaceae.
Die Lutheria-Arten gedeihen nur im östlichen Brasilien.
Es gibt 2023 etwa vier Arten in der Gattung Lutheria:
- Lutheria bi-beatricis (Morillo) Barfuss & W.Till (Syn.: Vriesea bibeatricis Morillo, Werauhia bibeatricis (Morillo) Christenh. & Byng): Sie kommt nur im venezolanischen Bundesstaat Amazonas vor.[2]
- Lutheria glutinosa (Lindl.) Barfuss & W.Till (Syn.: Vriesea glutinosa Lindl., Tillandsia glutinosa senu Grisebach, Tillandsia stenostachya Baker, Vriesea stenostachya (Baker) Mez, Werauhia glutinosa (Lindl.) Christenh. & Byng): Dieser Endemit gedeiht meist lithophytisch, aber manchmal epiphytisch in Höhenlagen von 570 bis 690 Metern nur auf der karibischen Insel Trinidad.[2]
- Lutheria soderstromii (L.B.Sm.) Barfuss & W.Till (Syn.: Vriesea soderstromii L.B.Sm., Werauhia soderstromii (L.B.Sm.) Christenh. & Byng): Sie ist nur aus der Typusaufsammlung im Jahre 1862 bekannt und wurde in einer Höhenlage von 420 Metern am oberen Rand einer tiefen Felsspalte an der Kante einer Felswand in der Nähe des Johnson’s Aussichtspunktes von Potaro Gorge nahe des Kaieteur Wasserfalls in Essequibo in Guyana aufgefunden.[2]
- Lutheria splendens (Brongn. ex Neumann) Barfuss & W.Till (Syn.: Tillandsia splendens Brongn., Tillandsia zebrina hort. ex Otto & Dietrich, Vriesea splendens (Brongn.) Lem., Werauhia splendens (Brongn.) Christenh. & Byng): Es gibt etwa fünf Varietäten:[2]
  - Lutheria splendens var. chlorostachya (Oliva-Esteve) Barfuss & W.Till: Sie wurde bisher nur in einer Höhenlage von etwa 1200 Metern im venezolanischen Bundesstaat Yaracuy gefunden.[2]
  - Lutheria splendens var. formosa (Suringar ex Witte) Barfuss & W.Till
  - Lutheria splendens var. oinochroma (Steyerm.) Barfuss & W.Till
  - Lutheria splendens (Brongn. ex Neumann) Barfuss & W.Till var. splendens: Sie kommt vom östlichen Venezuela bis Französisch-Guyana vor.[2]
  - Lutheria splendens var. striatifolia (M.B.Foster) Barfuss & W.Till: Sie wurde bisher nur in einer Höhenlage von etwa 600 Metern im venezolanischen Bundesstaat Nueva Esparta gefunden.[2]

## Nutzung
Lutheria splendens wird in vielen Ausleseformen als Zierpflanze verwendet. Sie gehörte früher zu den am häufigsten angebauten „Bromelien“, diesen Rang haben aber viele anderen Arten und Sorten abgelaufen. Auch Lutheria glutinosa dient als Zierpflanze.